# Pic du Grand Doménon
Il Pic du Grand Doménon (2.802 m s.l.m.) è una montagna della Catena di Belledonne nelle Alpi del Delfinato. Si trova nel dipartimento francese dell'Isère.
È possibile raggiungere la vetta partendo dai Lacs du Doménon e passando per il Col du Bâton.